# 三川バイパス
三川バイパス（みかわバイパス）は、山形県鶴岡市から酒田市に至る国道7号のバイパス道路。

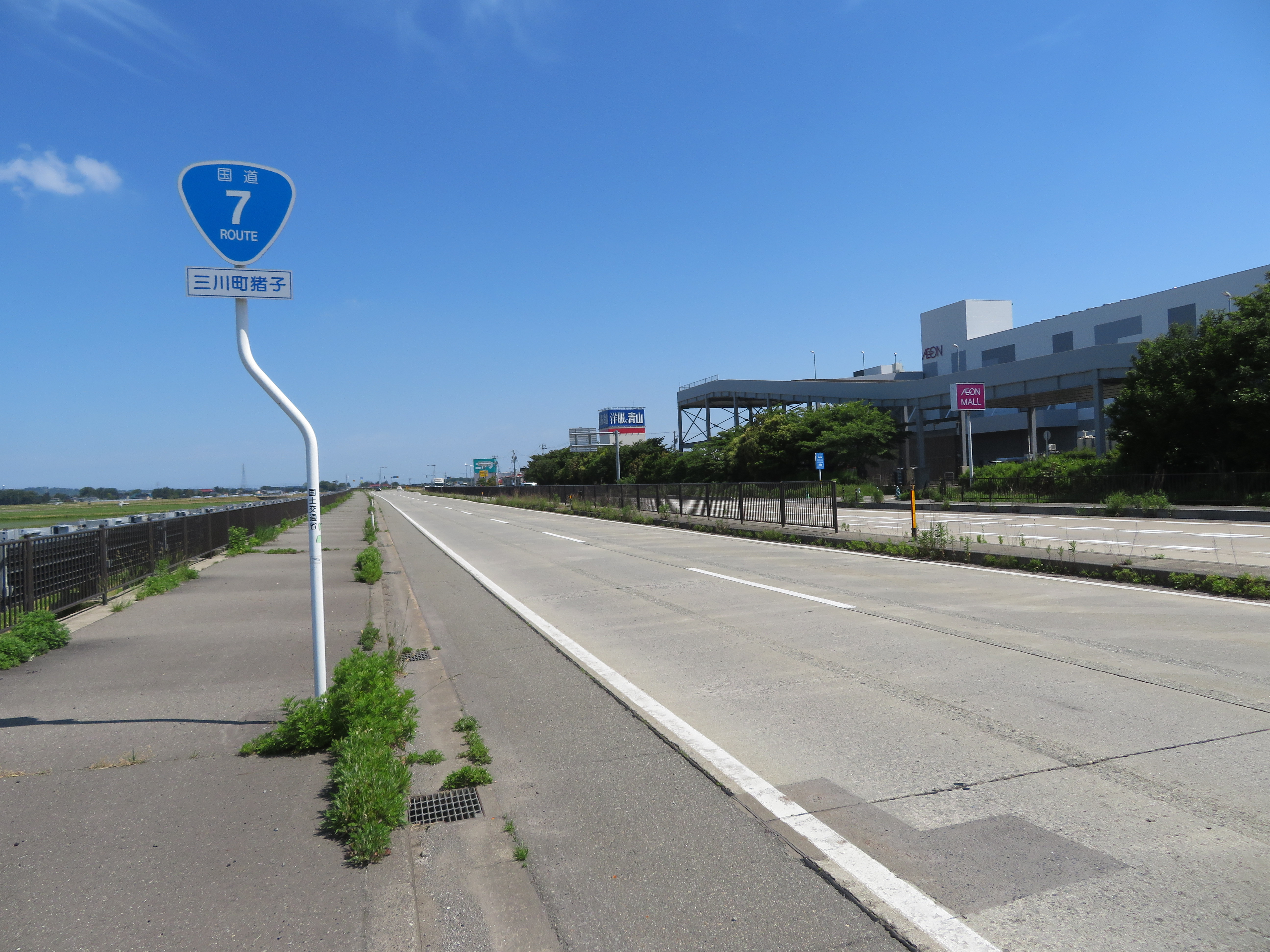
山形県東田川郡三川町猪子付近

## 概要
鶴岡市本田から酒田市広野に至る、全長8.8kmのバイパス道路。一部連続立体交差方式で全線暫定2車線。上下線各1箇所にゆずり車線が設けられている。
赤川の右岸側を経由する国道7号の旧ルート（山形県道333号鶴岡広野線-国道112号）よりも約2km短縮された。

### 路線データ
出典による路線データは以下の通り。
- 総延長 : 8.8 km
- 起点 : 山形県鶴岡市本田
- 終点 : 山形県酒田市広野

## 歴史
- 1989年（平成元年）1月：三川バイパスの整備計画が都市計画決定（標準幅員28m）。1990年度に用地取得着手。
- 1991年（平成3年）：着工。
- 1996年（平成8年）10月4日：三川町猪子・県道庄内空港線交差点 - 酒田市広野間 (2.6km)、暫定2車線で供用開始[2]。
- 1999年（平成11年）6月：鶴岡市本田 - 猪子間の建設工事着工。
- 2003年（平成15年）9月28日：本田 - 猪子間 (6.2km)、暫定2車線で供用開始し、全線開通[3]。